# Universidad de Kansas
La Universidad de Kansas es una universidad pública en el estado de Kansas con campus en Lawrence, Kansas City y Overland Park, siendo el campus principal el situado en Lawrence. La universidad fue fundada en 1865 por los ciudadanos de Lawrence bajo la legislación del estado de Kansas.
Los equipos de deportes de la universidad son conocidos como los Kansas Jayhawks, y participan en las competiciones universitarias organizadas por la NCAA formando parte de la Big 12 Conference. Esta Universidad es excelente en su academia